# گمینا گرابوو
گمینا گرابوو (به لهستانی:  Gmina Grabów) یک گمینا در لهستان است که در شهرستان ونچتسا واقع شده‌است. گمینا گرابوو ۱۵۴٫۸۴ کیلومتر مربع مساحت و ۶٬۴۸۰ نفر جمعیت دارد.